# Stadio Luigi Riccardo Gurrera
Lo stadio "Luigi Riccardo Gurrera" è un impianto sportivo della città di Sciacca. È il più grande stadio della Provincia di Agrigento. Ospita le partite della squadra di calcio locale. È anche adibito allo svolgimento di concerti e di manifestazioni sportive dilettantistiche.
Lo stadio è stato oggetto di un corposo ampliamento in occasione dei Mondiali di calcio del 1990 in programma proprio in Italia, giustificato dall'indiscrezione che potesse essere campo di allenamento della Nazionale olandese, evento infine non verificatosi.
Fu inaugurato nel febbraio 1977, quando lo Sciacca militava nel campionato di Prima Categoria 1976-77, e andava a sostituire il vecchio "campo Agatocle" sito nell'attuale viale delle Terme dove ora sorge il Teatro Popolare Samonà. Il "Gurrera" era costituito da due tribune (centrale e frontale) e il campo era in terra battuta. La prima denominazione fu "Stadio della Perriera" dal toponimo della contrada dove era collocato, mentre scherzosamente i tifosi neroverdi lo ribattezzarono "stadio Eolo" visto che era spesso soggetto  alle raffiche di vento. Nel 1985 fu intitolato a Luigi Riccardo Gurrera, giovane calciatore dello Sciacca, scomparso prematuramente. Nel novembre del 1989 il "Gurrera" fu chiuso per ristrutturazione e in seguito ai lavori furono aggiunti le due curve, la pista d'atletica e il manto erboso portando la capienza da 8 mila posti a circa 15 mila. Fu riaperto nella stagione 1992-93 in Eccellenza. Attualmente la capienza (che riguarda la tribuna centrale, la gradinata sottostante e l'attiguo settore ospiti) raggiunge i 2600 posti.